# 고생 끝에 밥이 온다
고생 끝에 밥이 온다는 ENA 플레이와 디스커버리 채널이 공동 제작한 예능 프로그램으로, 음식 등 미식을 주제로 다루는 예능 프로그램이다.

## 프로그램 소개
먹의 민족, 한국인의 영원한 숙제 "어떻게 하면 더 맛있게 먹을 수 있을까?" 이를 해결하려 먹는데 진심인 이들이 뭉쳤다! 음식의 진정한 가치와 맛을 느끼려면 '生고생'이 답?! 지금부터 궁극의 맛을 향한 처절한 피 땀 눈물길이 시작된다! 본격 하드코어 고진감래 리얼 버라이어티 '고생 끝에 밥이 온다'

## 출연진
- 문세윤
- 조세호
- 황제성
- 강재준

## 편성 시간
- 디스커버리 채널 코리아, ENA PLAY : 매주 화요일 밤 8시에 본방이 편성됨.
- 재방송 : 방송사의 사정에 따라 다를 수도 있음.[출처 필요]

## 제작진
- CP : 박종훈, 정순영
- PD: 김종무
- 연출: 이준석